# PascalABC.NET
PascalABC.NET — це мова програмування Pascal нового покоління, що включає класичний Pascal, більшість можливостей мови Delphi, а також ряд власних розширень. Він реалізований на платформі Microsoft.NET і містить всі сучасні мовні засоби: класи, перевантаження операцій, інтерфейси, обробку винятків, узагальнені класи та підпрограми, збірку сміття, лямбда-вирази, засоби паралельного програмування.
PascalABC.NET — це також проста і потужна інтегроване середовище розробки, що підтримує технологію IntelliSense, що містить засоби автоформатування, вбудований відладчик і вбудований дизайнер форм. Крім того, консольний компілятор PascalABC.NET функціонує на Linux і MacOS під Mono.

## Історія розвитку
У 2003 році на факультеті математики, механіки та комп'ютерних наук ПФУ було створене навчальне середовище програмування Pascal ABC. Система є інтегрованою оболонкою з вбудованим інтерпретатором мови програмування Pascal, близької до мови Delphi. Попри неповну реалізацію мови, вона стала вдалою заміною застарілій системі Turbo Pascal в первісному навчанні програмування. Як навчальну систему її використовували в багатьох регіонах СНД.
У каталозі Soft@Mail.ru програма Pascal ABC в 2006 році визнана програмою тижня.
У 2005—2006 роках система була повністю перероблена: змінена її архітектура — на повноцінний компілятор мови, близької до Delphi, з розширеннями, пов'язаними з платформою .NET. Нова система отримала назву PascalABC.NET.
У червні 2009 з'явилася перша стабільна версія PascalABC.NET 1.2.
У вересні 2009 з'явилося вебсередовище розробки WDE, що не вимагає установки PascalABC.NET на локальний комп'ютер і дозволяє запускати програми на PascalABC.NET безпосередньо з вікна браузера. Ключовою особливістю WDE є те, що програма запускається на сервері, а на клієнтський комп'ютер в інтерактивному режимі передаються лише дані вводу-виводу.
У серпні 2010 у WDE з'явилася можливість створювати прості графічні додатки. Вебсередовище розробки було закрите в жовтні 2017 року.
У серпні 2011 здійснено перехід на .NET 4.0 у версії 1.8.
У січні 2012 вебсередовище розробки WDE також була переведена на .NET 4.0 .
З травня 2012 у вебсередовище розробки додана підтримка компіляторів C# , VB.NET, IronPython і F#, у зв'язку з чим вона була перейменована в ProgrammingABC.NET WDE.
У лютому 2013 вийшла версія PascalABC.NET 2.0 з дизайнером форм.
15 травня 2013 вийшла версія 2.1 з англійської локалізацією інтерфейсу і повідомлень про помилки.
15 лютого 2014 вийшла версія PascalABC.NET 2.2. Багаторазово прискорено звернення до символів рядка на запис.
28 серпня 2015 вийшла версія PascalABC.NET 3.0. PascalABC.NET став вільним і поширюється під ліцензією LGPLv3.
12 лютого 2016 вийшла версія PascalABC.NET 3.1. З'явилися кортежі і зрізи, значно оновлена стандартна бібліотека.
29 серпня 2016 вийшла версія PascalABC.NET 3.2. З'явилися оператори yield і yield sequence, оновлена стандартна бібліотека.
30 серпня 2017 вийшла версія PascalABC.NET 3.3. З'явилися стандартні модулі GraphWPF і Graph3D, оновлена стандартна бібліотека.

## Особливості мови

### Розширення мови Паскаль
- Оператори += -= *= /=
- Внутрішньоблокова декларація змінних
- Декларація змінних в заголовку циклу for
- Ініціалізація змінної при присвоєнні: VAR N: integer: = 10;
- Автовизначення типу змінної при ініціалізації: VAR X: = 1;
- Цикл foreach
- Підпрограми зі змінним числом параметрів
- Множини set на базі довільних типів Set Of Integer
- Методи в записах
- Можливість визначати методи як всередині, так і поза інтерфейсу класу або записи
- Поряд зі стандартним, спрощений синтаксис модулів
- Операція new для виклику конструктора класу
- Ініціалізатор полів класів та записів
- Перевантаження операторів
- Статичні конструктори
- Підтримка директив OpenMP

### Особливості мови, пов'язані з платформою .NET
- Всі типи — класи
- Стандартний тип BigInteger
- Двовимірні динамічні масиви
- Інтерфейси .NET
- Підключення просторів імен .NET в розділі uses
- Узагальнені класи, інтерфейси, підпрограми та процедурні змінні
- Автоматична збірка сміття для об'єктів
- Атрибути
- Методи розширення
- Лямбда-функції(Анонімна функція)
- Автоклас
- Безіменні класи
- Підтримка некерованого коду через external

## Стандартні модулі
Оскільки в PascalABC.NET можна користуватися всіма бібліотеками платформи .NET, то стандартні модулі нечисленні і орієнтовані на навчання:
- Модуль растрової графіки GraphABC
- Модуль векторної графіки ABCObjects
- Модуль FormsABC для створення простих віконних додатків без дизайнера форм
- Модуль Arrays для введення-виведення-заповнення одновимірних і двовимірних динамічних масивів
- Модуль Collections, що містить спрощені класи колекцій
- Модулі виконавців Робот і креслярем(шкільна інформатика)

## Приклади програм

### Приклад 1. Використання методів розширення для програмування в функціональному стилі
```
var
 
a
:
 
array
 
of
 
integer
 
:=
 
(
1
,
3
,
5
,
7
,
9
,
11
,
13
,
15
,
17
,
19
)
;

begin

  
a
.
Println
;

  
//Поміняти місцями першу і другу половини масиву з парною кількістю елементів 

  
Assert
(
a
.
Length
 
mod
 
2
 
=
 
0
)
;

  
var
 
n
 
:=
 
a
.
Length
 
div
 
2
;

  
a
.
Skip
(
n
)
.
Concat
(
a
.
Take
(
n
))
.
Println
;
 

end
.

```

### Приклад 2. 100!
```
begin

  
var
 
p
:
 
BigInteger
 
:=
 
1
;

  
for
 
var
 
i
:=
1
 
to
 
100
 
do

    
p
 
:=
 
p
 
*
 
i
;

  
write
(
p
)
;

end
.

```

### Приклад 3. Виведення всіх чисел Фібоначчі, менших 1000
```
begin

  
SeqWhile
(
1
,
1
,
(
x
,
y
)
->
x
+
y
,
x
->
x
<
1000
)
.
Print

end
.

```

### Приклад 4. Частотний словник слів у файлі
```
begin

  
var
 
d
 
:=
 
new
 
Dictionary
<
string
,
integer
>;

  
foreach
 
var
 
s
 
in
 
ReadLines
(
'words.txt'
)
 
do

    
foreach
 
var
 
word
 
in
 
s
.
ToWords
 
do

      
d
[
word
]
 
:=
 
d
.
Get
(
word
)
 
+
 
1
;

  
d
.
Print
(
NewLine
)
;

end
.

```

### Приклад 4а. Частотний словник слів у файлі. Рішення у функціональному стилі
```
begin

  
ReadLines
(
'words.txt'
)
.
SelectMany
(
s
->
s
.
ToWords
())
.
GroupBy
(
v
->
v
)
.
ToDictionary
(
x
->
x
.
Key
,
x
->
x
.
Count
())
.
Print
(
NewLine
)
;

end
.

```

### Приклад 5. Паралельне множення матриць з використанням директив OpenMP
```
uses
 
Arrays
;

 

procedure
 
Mult
(
a
,
b
,
c
:
 
array
 
[
,
]
 
of
 
real
;
 
n
:
 
integer
)
;

begin

  
{$omp parallel for}

  
for
 
var
 
i
:=
0
 
to
 
n
-
1
 
do

    
for
 
var
 
j
:=
0
 
to
 
n
-
1
 
do

    
begin
  

       
var
 
cc
 
:=
 
0.0
;

       
for
 
var
 
l
:=
0
 
to
 
n
-
1
 
do

          
cc
 
+=
 
a
[
i
,
l
]
*
b
[
l
,
j
]
;

       
c
[
i
,
j
]
 
:=
 
cc
;
   

    
end
;

end
;

 

const
 
n
 
=
 
1000
;

 

begin

  
var
 
a
 
:=
 
Arrays
.
CreateRandomRealMatrix
(
n
,
n
,
1
,
1.1
)
;

  
var
 
b
 
:=
 
Arrays
.
CreateRandomRealMatrix
(
n
,
n
,
1
,
1.1
)
;

  
var
 
c
 
:=
 
new
 
real
[
n
,
n
]
;

  
var
 
d
 
:=
 
Milliseconds
;

  
Mult
(
a
,
b
,
c
,
n
)
;

  
writeln
((
Milliseconds
-
d
)
/
1000
)
;

end
.

```

## Ліцензія
PascalABC.NET є безкоштовним (freeware) програмним забезпеченням, поширюваним під власною пропрієтарною ліцензією.